# Llista d'asteroides/216101-216200
| Nom      | Designació provisional | Data de descobriment   | Lloc de descobriment | Descobridor/s     |
| -------- | ---------------------- | ---------------------- | -------------------- | ----------------- |
| 216101 - | 2005 LJ31              | 12 de setembre de 2006 | Catalina             | CSS               |
| 216102 - | 2006 RS24              | 14 de setembre de 2006 | Kitt Peak            | Spacewatch        |
| 216103 - | 2004 BK146             | 12 de setembre de 2006 | Catalina             | CSS               |
| 216104 - | 1995 SL13              | 14 de setembre de 2006 | Kitt Peak            | Spacewatch        |
| 216105 - | 2006 RX44              | 14 de setembre de 2006 | Kitt Peak            | Spacewatch        |
| 216106 - | 2006 RN46              | 14 de setembre de 2006 | Kitt Peak            | Spacewatch        |
| 216107 - | 2006 RZ47              | 14 de setembre de 2006 | Catalina             | CSS               |
| 216108 - | 1999 VD215             | 15 de setembre de 2006 | Kitt Peak            | Spacewatch        |
| 216109 - | 2006 RJ75              | 15 de setembre de 2006 | Kitt Peak            | Spacewatch        |
| 216110 - | 2006 RA85              | 15 de setembre de 2006 | Kitt Peak            | Spacewatch        |
| 216111 - | 2006 RU87              | 15 de setembre de 2006 | Kitt Peak            | Spacewatch        |
| 216112 - | 2006 RP90              | 15 de setembre de 2006 | Kitt Peak            | Spacewatch        |
| 216113 - | 1999 BC28              | 15 de setembre de 2006 | Kitt Peak            | Spacewatch        |
| 216114 - | 1999 VE213             | 17 de setembre de 2006 | Catalina             | CSS               |
| 216115 - | 2006 SU19              | 18 de setembre de 2006 | Kitt Peak            | Spacewatch        |
| 216116 - | 2006 SE28              | 17 de setembre de 2006 | Kitt Peak            | Spacewatch        |
| 216117 - | 1995 WK28              | 17 de setembre de 2006 | Anderson Mesa        | LONEOS            |
| 216118 - | 2006 SV38              | 18 de setembre de 2006 | Kitt Peak            | Spacewatch        |
| 216119 - | 2006 SM42              | 18 de setembre de 2006 | Anderson Mesa        | LONEOS            |
| 216120 - | 2006 SP46              | 19 de setembre de 2006 | Catalina             | CSS               |
| 216121 - | 2006 ST56              | 20 de setembre de 2006 | Catalina             | CSS               |
| 216122 - | 2005 JQ148             | 18 de setembre de 2006 | Anderson Mesa        | LONEOS            |
| 216123 - | 2006 SN68              | 19 de setembre de 2006 | Kitt Peak            | Spacewatch        |
| 216124 - | 2004 FL102             | 19 de setembre de 2006 | Kitt Peak            | Spacewatch        |
| 216125 - | 2002 RK197             | 19 de setembre de 2006 | Kitt Peak            | Spacewatch        |
| 216126 - | 2006 SD89              | 18 de setembre de 2006 | Kitt Peak            | Spacewatch        |
| 216127 - | 2006 SA92              | 18 de setembre de 2006 | Kitt Peak            | Spacewatch        |
| 216128 - | 1998 SO31              | 18 de setembre de 2006 | Kitt Peak            | Spacewatch        |
| 216129 - | 2006 SX93              | 18 de setembre de 2006 | Kitt Peak            | Spacewatch        |
| 216130 - | 2001 UV181             | 18 de setembre de 2006 | Kitt Peak            | Spacewatch        |
| 216131 - | 2006 SE97              | 18 de setembre de 2006 | Kitt Peak            | Spacewatch        |
| 216132 - | 1997 SJ20              | 19 de setembre de 2006 | Kitt Peak            | Spacewatch        |
| 216133 - | 2006 SH105             | 19 de setembre de 2006 | Kitt Peak            | Spacewatch        |
| 216134 - | 2006 SE108             | 19 de setembre de 2006 | Catalina             | CSS               |
| 216135 - | 2006 SP108             | 19 de setembre de 2006 | Kitt Peak            | Spacewatch        |
| 216136 - | 2006 SZ108             | 19 de setembre de 2006 | Kitt Peak            | Spacewatch        |
| 216137 - | 2006 SO110             | 20 de setembre de 2006 | Catalina             | CSS               |
| 216138 - | 2006 SJ112             | 23 de setembre de 2006 | Kitt Peak            | Spacewatch        |
| 216139 - | 1995 HN4               | 18 de setembre de 2006 | Catalina             | CSS               |
| 216140 - | 2006 ST119             | 18 de setembre de 2006 | Catalina             | CSS               |
| 216141 - | 1999 UD32              | 19 de setembre de 2006 | Catalina             | CSS               |
| 216142 - | 2006 SQ147             | 19 de setembre de 2006 | Kitt Peak            | Spacewatch        |
| 216143 - | 2006 SY172             | 25 de setembre de 2006 | Kitt Peak            | Spacewatch        |
| 216144 - | 2006 SE219             | 30 de setembre de 2006 | Catalina             | CSS               |
| 216145 - | 2006 SY261             | 26 de setembre de 2006 | Mount Lemmon         | Mt. Lemmon Survey |
| 216146 - | 2004 FM165             | 26 de setembre de 2006 | Mount Lemmon         | Mt. Lemmon Survey |
| 216147 - | 2006 SE275             | 27 de setembre de 2006 | Kitt Peak            | Spacewatch        |
| 216148 - | 2005 LG21              | 29 de setembre de 2006 | Anderson Mesa        | LONEOS            |
| 216149 - | 2004 FV68              | 29 de setembre de 2006 | Anderson Mesa        | LONEOS            |
| 216150 - | 2006 SL285             | 24 de setembre de 2006 | Kitt Peak            | Spacewatch        |
| 216151 - | 2006 SV288             | 26 de setembre de 2006 | Catalina             | CSS               |
| 216152 - | 2001 PD36              | 25 de setembre de 2006 | Kitt Peak            | Spacewatch        |
| 216153 - | 2006 SD300             | 26 de setembre de 2006 | Catalina             | CSS               |
| 216154 - | 1996 GB14              | 27 de setembre de 2006 | Kitt Peak            | Spacewatch        |
| 216155 - | 2006 SY318             | 27 de setembre de 2006 | Kitt Peak            | Spacewatch        |
| 216156 - | 2006 SF323             | 27 de setembre de 2006 | Kitt Peak            | Spacewatch        |
| 216157 - | 2006 SM327             | 27 de setembre de 2006 | Kitt Peak            | Spacewatch        |
| 216158 - | 2006 SD328             | 27 de setembre de 2006 | Kitt Peak            | Spacewatch        |
| 216159 - | 2006 SA333             | 28 de setembre de 2006 | Kitt Peak            | Spacewatch        |
| 216160 - | 2004 ER90              | 28 de setembre de 2006 | Kitt Peak            | Spacewatch        |
| 216161 - | 2006 SD354             | 30 de setembre de 2006 | Catalina             | CSS               |
| 216162 - | 2006 SL360             | 30 de setembre de 2006 | Mount Lemmon         | Mt. Lemmon Survey |
| 216163 - | 2006 SF361             | 30 de setembre de 2006 | Mount Lemmon         | Mt. Lemmon Survey |
| 216164 - | 2005 GS123             | 17 de setembre de 2006 | Apache Point         | A. C. Becker      |
| 216165 - | 2000 HP97              | 29 de setembre de 2006 | Apache Point         | A. C. Becker      |
| 216166 - | 2006 SM385             | 29 de setembre de 2006 | Apache Point         | A. C. Becker      |
| 216167 - | 2006 SD389             | 30 de setembre de 2006 | Apache Point         | A. C. Becker      |
| 216168 - | 2006 SG391             | 18 de setembre de 2006 | Kitt Peak            | Spacewatch        |
| 216169 - | 2006 SU392             | 26 de setembre de 2006 | Mount Lemmon         | Mt. Lemmon Survey |
| 216170 - | 2006 SF394             | 30 de setembre de 2006 | Mount Lemmon         | Mt. Lemmon Survey |
| 216171 - | 2006 SS404             | 30 de setembre de 2006 | Mount Lemmon         | Mt. Lemmon Survey |
| 216172 - | 2006 ST408             | 19 de setembre de 2006 | Catalina             | CSS               |
| 216173 - | 2004 EO115             | 3 d'octubre de 2006    | Mount Lemmon         | Mt. Lemmon Survey |
| 216174 - | 2006 TA21              | 11 d'octubre de 2006   | Kitt Peak            | Spacewatch        |
| 216175 - | 2006 TE21              | 11 d'octubre de 2006   | Kitt Peak            | Spacewatch        |
| 216176 - | 2001 SJ83              | 11 d'octubre de 2006   | Kitt Peak            | Spacewatch        |
| 216177 - | 2006 TE23              | 11 d'octubre de 2006   | Kitt Peak            | Spacewatch        |
| 216178 - | 2001 LG9               | 11 d'octubre de 2006   | Kitt Peak            | Spacewatch        |
| 216179 - | 2006 TC24              | 11 d'octubre de 2006   | Kitt Peak            | Spacewatch        |
| 216180 - | 2001 UG104             | 12 d'octubre de 2006   | Kitt Peak            | Spacewatch        |
| 216181 - | 2006 TV35              | 12 d'octubre de 2006   | Kitt Peak            | Spacewatch        |
| 216182 - | 2001 YN141             | 12 d'octubre de 2006   | Kitt Peak            | Spacewatch        |
| 216183 - | 2000 HB92              | 12 d'octubre de 2006   | Kitt Peak            | Spacewatch        |
| 216184 - | 2001 SP92              | 14 d'octubre de 2006   | Bergisch Gladbach    | W. Bickel         |
| 216185 - | 2001 AH50              | 11 d'octubre de 2006   | Kitt Peak            | Spacewatch        |
| 216186 - | 2006 TU73              | 11 d'octubre de 2006   | Kitt Peak            | Spacewatch        |
| 216187 - | 2004 FM133             | 11 d'octubre de 2006   | Palomar              | NEAT              |
| 216188 - | 2006 TC79              | 12 d'octubre de 2006   | Kitt Peak            | Spacewatch        |
| 216189 - | 2006 TK102             | 15 d'octubre de 2006   | Kitt Peak            | Spacewatch        |
| 216190 - | 2006 TD109             | 3 d'octubre de 2006    | Mount Lemmon         | Mt. Lemmon Survey |
| 216191 - | 2005 CL61              | 11 d'octubre de 2006   | Palomar              | NEAT              |
| 216192 - | 2006 TT112             | 1 d'octubre de 2006    | Apache Point         | A. C. Becker      |
| 216193 - | 2006 TL117             | 3 d'octubre de 2006    | Apache Point         | A. C. Becker      |
| 216194 - | 2005 MX49              | 17 d'octubre de 2006   | Piszkesteto          | K. Sarneczky      |
| 216195 - | 2006 UD5               | 16 d'octubre de 2006   | Kitt Peak            | Spacewatch        |
| 216196 - | 2006 UW5               | 16 d'octubre de 2006   | Kitt Peak            | Spacewatch        |
| 216197 - | 2006 UA7               | 16 d'octubre de 2006   | Catalina             | CSS               |
| 216198 - | 2000 HG100             | 16 d'octubre de 2006   | Catalina             | CSS               |
| 216199 - | 2005 LX21              | 16 d'octubre de 2006   | Catalina             | CSS               |
| 216200 - | 2001 QQ332             | 17 d'octubre de 2006   | Mount Lemmon         | Mt. Lemmon Survey |